# Lucien Musset
Lucien Musset   (Rennes, 26 d'agost de 1922 - Caen, 15 de desembre de 2004) va ser un historiador francès.
Professor d'història a la Universitat de Caen, Lucien Musset era membre de l'Académie des inscriptions et belles-lettres (Institut de França). Prolífic, escrivia nombrosos articles sobre Normandia ducal i els vikings. Fa part de les referències quant a historiografia normanda es refereix.

## Principals llibres
- Les Peuples scandinaves au Moyen Âge, Presses universitaires de France, Paris, 1951, 352 p.
- Les Invasions : les vagues germaniques, Presses universitaires de France, Paris, 1965
- Les Invasions ; le second assaut contre l'Europe chrétienne (Plantilla:Sp-s), Presses universitaires de France, Paris, 1965
- Nordica et normannica : recueil d'études sur la Scandinavie ancienne et médiévale, les expéditions des Vikings et la fondation de la Normandie, Société des études nordiques, Paris, 1997
- « Naissance de la Normandie », in Michel de Boüard (dir.), Histoire de la Normandie, Privat, Toulouse, 1970, p.75-129 ISBN 2-7089-1707-2